# Polyipnus stereope
Polyipnus stereope es un pez que pertenece a la familia Sternoptychidae. Habita en las aguas del Océano Pacífico a profundidades que van desde los 150 a 280 metros.
Fue reconocida por primera vez en 1904 por Jordan & Starks.